# Rafael Seco y Sánchez
Rafael Seco y Sánchez (* 1895 in Madrid; † 2. Februar 1933 ebenda) war ein spanischer Hochschullehrer, Licenciado en Filosofía y Letras und Sprachforscher. Er lehrte und publizierte als Hochschullehrer an der Universidad de Madrid und war der Autor des „Manual de gramática española publicado“ (1930). Seco y Sánchez war mit Carmen Reymundo Mariño verheiratet, einer ihrer Söhne ist der Linguist Manuel Seco Reymundo. Das Paar hatte weitere Kinder etwa Carmen, Elena und Rafael.
Seine Mutter war die Elena Sánchez Pastorfido.

## Werk
- Manual de Gramática española.  Revisión γ notas de Manuel Seco, Edit. Aguilar. Madrid 1954